# Luxemburgi Katalin osztrák hercegné
Luxemburgi Katalin (ismert még mint Csehországi Katalin, németül: Katharina von Luxemburg, csehül: Kateřina Lucemburská; 1342. augusztus 19. – 1395. április 26.), a Luxemburg-házból származó cseh és német királyi hercegnő, aki IV. Habsburg Rudolffal kötött házassága révén osztrák hercegné 1365-ig, majd V. Bajor Ottóval kötött második házassága révén bajor hercegné és brandenburgi választófejedelemné. Katalin volt Luxemburgi Károly és Blanche de Valois királyné második leánya, egyben a fiatalon elhunyt Luxemburgi Margit magyar királyné testvére. Katalin egyik házasságából sem származtak utódok, így gyermektelenül hunyt el 1395. április 26-án, ötvenkét évesen.

## Testvérei
Katalinnak egy édestestvére volt, Margit, aki Nagy Lajos magyar király első felesége volt. Apja többi házasságából a következő féltestvérei születtek:
- apja második házasságából, amit Anna (*1329-†1353) bajor hercegnővel kötött:
  - Vencel (*1350-†1351)
- Apja harmadik Świdnicai Annával kötött házasságából:
  - Erzsébet (*1358-†1373) III. Albert osztrák herceg neje
  - Vencel (*1361-†1419) a későbbi IV. Vencel cseh és német király
- Apja negyedik, Pomerániai Erzsébettel kötött házasságából:
  - Anna (*1366-†1394) II. Richárd angol király felesége
  - Zsigmond (*1368-†1437) magyar és cseh király, német-római császár
  - János (*1370-†1396), Görlitz hercege
  - Károly (*1372-†1373)
  - Margit (*1373-†1410) III. János nürnbergi várgróf neje
  - Henrik (*1377-†1378)

## Élete
Édesapja IV. Károly német-római császár és cseh király. I. (Vak) János cseh király és Přemysl Erzsébet cseh hercegnő legidősebb fia. Édesanyja Valois Blanka francia hercegnő, apja első felesége; Charles de Valois francia hercegnek és harmadik felesége, Mahaut d'Chatillon harmadik leánya.

## Házasságai
Katalin első férje IV. Rudolf osztrák herceg volt, vele 1350 körül házasodtak össze. Férje 1365-ben meghalt. Nem egészen egy évvel később Katalin másodszor is férjhez ment. Házastársa ezúttal V. Ottó bajor herceg és brandenburgi választófejedelem volt. Ő 1379 novemberében halt meg. Mindkét házassága gyermektelen maradt.